# Paul Broca

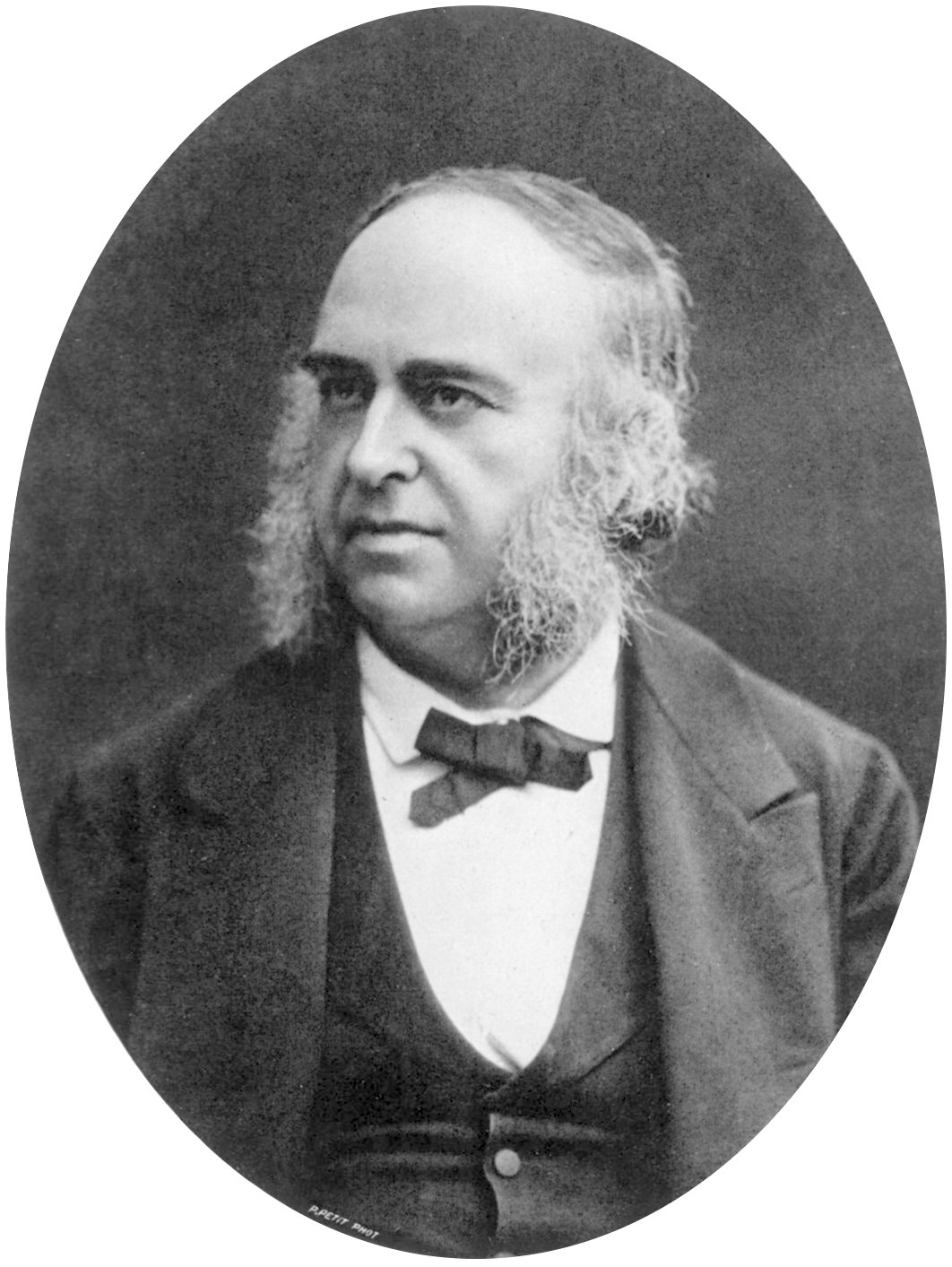
Paul Broca, um 1860

Pierre Paul Broca (* 28. Juni 1824 in Sainte-Foy-la-Grande, Département Gironde; † 9. Juli 1880 in Paris) war ein französischer Chirurg, Anatom, Pathologe und Anthropologe. Nach ihm wurde u. a. eine schwere Sprachstörung benannt, die Broca-Aphasie (siehe Fall des „Monsieur Tan“), sowie die entsprechende Gehirnregion (das von ihm 1861 als Sprachzentrum entdeckte Broca-Zentrum oder Broca-Areal). Er konnte erstmals nachweisen, dass Aphasien durch spezifische, sich vor allem im vorderen Teil der linken Hirnhälfte befindende, Läsionen verursacht werden. Broca beschrieb 1878 erstmals einen „großen limbischen Lappen“, der heute als limbisches System bezeichnet wird.

## Leben
Paul Broca wurde in eine protestantische Familie geboren. Der Vater Benjamin Broca war Arzt und Chirurg der Kaiserlichen Armee, die Mutter Annette Thomas die Tochter eines protestantischen Pastors, der in der Revolutionszeit Bürgermeister von Bordeaux war.
Hochbegabt, wurde er gleichzeitig Baccalaureus in Literatur, Mathematik und Physik. Mit siebzehn schrieb er sich an der Medizinischen Fakultät der Pariser Universität ein und erhielt seinen Abschluss im Alter von zwanzig Jahren. Er wurde Anatomie-Hilfskraft und 1848 Prosektor. Mit 24 Jahren war er bereits berühmt, überhäuft mit Auszeichnungen und Preisen. 1849 wurde er zum Doktor der Medizin promoviert. Als Bester seines Jahrgangs bestand er 1853 die Agrégation (Prüfung zur Aufnahme in den Staatsdienst als Hochschullehrer) für Chirurgie und wurde im selben Jahr Chirurg an den Hôpitaux de Paris.
Broca wurde 1867 Professor für äußere Pathologie bzw. später für klinische Chirurgie an der Medizinischen Fakultät zu Paris und widmete sich der medizinischen Forschung auf mehreren Gebieten. Bei Gründung der École pratique des hautes études (EPHE) als forschungsorientierter Graduiertenhochschule wurde Broca 1868 erster Direktor des Labors für Anthropologie in der naturkundlich-physiologischen (III.) Sektion der EPHE, das er bis zu seinem Tod leitete. Von 1872 bis 1880 gab er die Fachzeitschrift Revue d’anthropologie heraus. Zusammen mit Jean Louis Armand de Quatrefages de Bréau und Louis-Adolphe Bertillon gründete Broca 1875 die private École d’anthropologie, an der er als Professor für anatomische Anthropologie lehrte.
Seine Zeitgenossen beschrieben ihn als „großzügig, einfühlsam und liebenswürdig“. 1848 gründete er die Société des libres-penseurs (Freidenker-Gesellschaft), war Anhänger der Theorie der natürlichen Selektion Darwins und wurde angezeigt als subversiver Materialist, der die Jugend verderbe.
Broca verfasste hunderte Bücher und Artikel, davon 53 über das Gehirn. Er suchte die Gesundheitsfürsorge für Mittellose zu verbessern und setzte sich für das öffentliche Gesundheitswesen ein. Unter seinen Studenten sind Paul Topinard und Joseph Deniker zu nennen.
Sein Nachfolger als zoologischer Anthropologe wurde der Histologe und Anatom Mathias Marie Duval (1844–1907).

## Wissenschaftliche Arbeit
Seine ersten wissenschaftlichen Arbeiten sind Beiträge zur Histologie der Knorpel und Knochen, aber er studierte auch den Krebs, die Behandlung des Aneurysmas und die Kindersterblichkeit. Seine Arbeiten zur Neuroanatomie haben zu einem besseren Verständnis des limbischen Systems und des olfaktorischen Cortex (Rhinenzephalon) beigetragen.
1859 berichteten Broca und sein Kollege Eugène Azam vor der Académie des sciences über einen chirurgischen Eingriff unter hypnotischer Anästhesie.

### Der Fall „Monsieur Tan“

Gehirn des Monsieur Tan

Was Broca einen Platz in der Medizingeschichte sichert, ist seine 1861 publizierte Entdeckung des Sprachzentrums im Gehirn, heute bekannt als Broca-Areal, gelegen im dritten Gyrus (Gehirnwindung) des Frontallappens der linken Gehirnhälfte.
Er studierte um das Jahr 1860 Patienten mit einer Aphasie (Sprachstörung mit Verlust der Fähigkeit, Wörter hervorzubringen oder zu verstehen). Sein erster Patient namens Leborgne im Pariser Hôpital Kremlin-Bicêtre konnte nur noch die Silbe ‚Tan‘ aussprechen, weswegen er den Spitznamen „Tan“ erhielt. Das Sprachverständnis dagegen schien nicht beeinträchtigt zu sein: Er war durchaus noch in der Lage, ihm gestellte Fragen zu verstehen. Durch prosodische Artikulation verschiedener Betonungsmuster, Tonhöhen und Aneinanderreihungen dieser einen Silbe versuchte „Monsieur Tan“ die Fragen zu beantworten. Die Autopsie und Untersuchung des Gehirns durch Broca ergab, dass ein Teil der linken Gehirnhälfte zwischen dem Frontallappen und dem Temporallappen eine neurosyphilitische Läsion aufwies. Er berichtete 1861 auch über einen weiteren Patienten, der ebenfalls einen fast völligen Sprachverlust (von Broca „Aphemia“ genannt) erlitten hatte.
Broca folgerte daraus, dass diese Stelle maßgeblich an der Sprachproduktion beteiligt sein müsse. Aus Brocas Befunden entstand die Vorstellung der Lateralisation, also der „asymmetrischen Repräsentation bestimmter Funktionen im Gehirn“.
Er stellte seine Entdeckung 1861 in der Société d’anthropologie de Paris (Anthropologische Gesellschaft von Paris) im Lauf einer heftigen Diskussion mit den Verfechtern der holistischen Gehirntheorie vor und 1863 veröffentlichte er Anmerkungen zu acht weiteren obduzierten Fällen.
Das Broca-Areal ist einer von mehreren Bereichen im Gehirn, die zusammen das Sprachzentrum bilden: Während das Wernicke-Zentrum (benannt nach Carl Wernicke) dem Verstehen von Sprache dient, steuert das Broca-Areal maßgeblich die Erzeugung (Motorik) der Sprache.

### Anthropologische Forschung
Broca ist auch ein Pionier der physischen Anthropologie. Er gründete 1859 die Société d’Anthropologie de Paris, als deren erster Generalsekretär er bis zu seinem Tod amtierte, und 1876 die École d’anthropologie. Er entwickelte neue Messinstrumente und neue numerische Indizes für die Kraniometrie. Der Gebrauch und Missbrauch seiner Messungen und Schlussfolgerungen durch rassistische Ideologien wurde ausführlich von Stephen Jay Gould besprochen. Broca selbst hat rassistischen Deutungen seiner Forschung Vorschub geleistet. Er hatte die Hypothese formuliert, dass „die relative Kleinheit des Gehirns der Frau zugleich von ihrer physischen und intellektuellen Unterlegenheit“ abhinge.

### Vergleichende Anatomie
Ein anderer Bereich, in dem Broca geforscht hat, ist die vergleichende Anatomie der Primaten. Er entdeckte zum ersten Mal Heilungsspuren an trepanierten Schädeln aus dem Neolithikum. Er hielt es für möglich, dass rituelle oder kannibalistische Motive Gründe für Schädeltrepanationen (Kraniotomien) gewesen seien. Broca interessierte sich für die Relation zwischen dem menschlichen Schädel und dem Gehirn mit seinen mentalen Eigenschaften und seiner Intelligenz. Dabei bestritt er die These von Friedrich Tiedemann, der behauptete, man könne eine schwarze und eine weiße Rasse nicht nach ihrer Schädelkapazität unterscheiden, und vermaß menschliche Schädel zur Untermauerung seiner Hypothese, dass die Kleinheit ihres Gehirns eine charakteristische Unterlegenheit primitiver Völker darstelle:
« On a vu que la capacité cranienne des nègres de l’Afrique occidentale (1 372,12 cm³) est inférieure d’environ 100 cm³ à celle des races d’Europe. » (deutsch: „Man hat gesehen, daß die Schädelkapazität der Neger Westafrikas um ungefähr 100 cm³ kleiner ist als die der europäischen Rassen.“)
Schließlich war Broca auch ein Pionier der Gehirnabbildung. Er erfand eine „thermometrische Krone“, mit der er hoffte, die Temperaturänderungen des Schädels zu messen, die von Veränderungen der Gehirnaktivität verursacht werden.
Der von Broca entwickelte Broca-Index dient zur einfachen Bestimmung des Normalgewichts einer Person, ist aber ungenauer als der Body Mass Index (BMI) und wird nicht mehr verwendet.

### Darwin versus Broca
Im Jahr 1868 kritisierte der britische Naturforscher Charles Darwin Broca, weil Broca an die Existenz einer schwanzlosen Mutante des Ceylonhuhns glaubte, die der niederländische Zoologe Coenraad Jacob Temminck 1807 beschrieben hatte.

### Ehrungen und Auszeichnungen
Gegen Ende seines Lebens wird Broca zum Sénateur inamovible (Senator auf Lebenszeit) gewählt. Er war Mitglied der Académie de médicine und wurde von mehreren französischen und ausländischen Institutionen geehrt. So war er korrespondierendes Mitglied der Berliner Gesellschaft für Anthropologie, Ethnologie und Urgeschichte. Im Jahr 1858 wurde Broca zum Mitglied der Gelehrtenakademie Leopoldina gewählt.
Brocas Name ist auf dem Eiffelturm in einer Liste von 72 Namen genannt. Das Hôpital Broca, ein auf Gerontologie spezialisiertes öffentliches Krankenhaus in Paris, trägt seinen Namen, ebenso eine der drei medizinischen Fakultäten der Université Bordeaux II und der Asteroid (340479) Broca. Seinen Namen trägt das Berufs-Lyzeum in seiner Heimatstadt Ste-Foy la Grande.

## Schriften (Auswahl)
- Remarques sur le siège de la faculté du langage articulé suivies d’une observation d’aphémie. In: Bull. de la Soc. Anat. Band 6, 1861, S. 330 f.
- La trépanation chez les Inca. In: Bull. de l’Acad. de méd. Paris. Band 32, 1866/1867, S. 866 ff.
- Sur la topographie cranio-cérébrale. In: Rev. anthrop. Band 5, 1876, S. 193 ff.